# Ender (boekenreeks)
Ender is de naam van zowel een boekenreeks als het hoofdpersonage uit het merendeel deze boeken en allerlei afgeleide werken. De auteur van de reeks is de Amerikaanse sciencefictionschrijver Orson Scott Card. Daarnaast is Aaron Johnston de co-auteur voor de twee prequel trilogieën.

## Verhaal
Het verhaal van Ender speelt zich af in een toekomst waarin men maar twee kinderen mag krijgen. Alleen als er kans is op een buitengewoon kind wordt er toestemming voor een derde kind gegeven. Andrew "Ender" Wiggin is zo'n kind, dat ook wel een "drietje" wordt genoemd. Als klein kind wordt hij weggehaald bij zijn familie en op een keiharde oorlogsschool in een ruimtestation geplaatst. De regering hoopt dat Ender - als hij groot is - eindelijk de langdurige oorlog met de buitenaardse insectoïde "kruiperds" kan beëindigen.

## Publicaties
Sinds de release van The Hive in 2019 telt de reeks 17 Engelstalige boeken (waarvan 5 vertaald in het Nederlands), 13 kortverhalen, verschillende comics (47 issues), een hoorspel en een film.

### Boeken
| Nr                       | Nederlandse titel        | Publicatie               | Originele titel                | Publicatie               | Info                    |
| Ender reeks              | Ender reeks              | Ender reeks              | Ender reeks                    | Ender reeks              | Originele vertelling    |
| ------------------------ | ------------------------ | ------------------------ | ------------------------------ | ------------------------ | ----------------------- |
| 1                        | Ender wint               | 1989                     | Ender's Game                   | 1985                     |                         |
| 1                        | De tactiek van Ender     | 1994                     | Ender's Game                   | 1991                     | licht herwerkte editie  |
| 1                        | Ender's Game             | 2013                     | Ender's Game                   | filmeditie               |                         |
| 2                        | Spreker voor de doden    | 1988                     | Speaker for the Dead           | 1986                     |                         |
| 2                        | Spreker voor de doden    | 1994                     | Speaker for the Dead           | 1991                     | licht herwerkte editie  |
| 3                        | Xenocide                 | 1991                     | Xenocide                       | 1991                     |                         |
| 4                        | Kinderen van de geest    | 2000                     | Children of the Mind           | 1996                     |                         |
| 5                        |                          |                          | A War of Gifts: An Ender Story | 2007                     | novelle                 |
| 6                        |                          |                          | Ender in Exile                 | 2008                     |                         |
| Schaduw reeks            | Schaduw reeks            | Schaduw reeks            | Schaduw reeks                  | Schaduw reeks            | Parallelle vertelling   |
| 1                        | Enders Schaduw           | 2002                     | Ender’s Shadow                 | 1999                     |                         |
| 2                        |                          |                          | Shadow of the Hegemon          | 2001                     |                         |
| 3                        |                          |                          | Shadow Puppets                 | 2002                     |                         |
| 4                        |                          |                          | Shadow of the Giant            | 2005                     |                         |
| 5                        |                          |                          | Shadows in Flight              | 2012                     |                         |
| 6                        |                          |                          | Shadows Alive                  |                          | wordt verwacht          |
| Eerste Formiciden Oorlog | Eerste Formiciden Oorlog | Eerste Formiciden Oorlog | Eerste Formiciden Oorlog       | Eerste Formiciden Oorlog | Eerste prequel trilogie |
| 1                        |                          |                          | Earth Unaware                  | 2012                     |                         |
| 2                        |                          |                          | Earth Afire                    | 2013                     |                         |
| 3                        |                          |                          | Earth Awakens                  | 2014                     |                         |
| Tweede Formiciden Oorlog | Tweede Formiciden Oorlog | Tweede Formiciden Oorlog | Tweede Formiciden Oorlog       | Tweede Formiciden Oorlog | Tweede prequel trilogie |
| 1                        |                          |                          | The Swarm                      | 2016                     |                         |
| 2                        |                          |                          | The Hive                       | 2019                     |                         |
| 3                        |                          |                          | The Queens                     |                          | wordt verwacht          |
| Fleet School             | Fleet School             | Fleet School             | Fleet School                   | Fleet School             | Parallel vervolgverhaal |
| 1                        |                          |                          | Children of the Fleet          | 2017                     |                         |

### Kortverhalen
| Nederlandse titel                                           | Publicatie                                                  | Originele titel                                             | Publicatie   | Info                             |
| Analog Science Fiction and Fact                             | Analog Science Fiction and Fact                             | Analog Science Fiction and Fact                             |              | Sciencefiction magazine          |
| ----------------------------------------------------------- | ----------------------------------------------------------- | ----------------------------------------------------------- | ------------ | -------------------------------- |
|                                                             |                                                             | Ender's Game                                                | 1977         | basis voor de roman Ender's Game |
|                                                             |                                                             | Gloriously Bright                                           | 1991         | geïntegreerd in Xenocide         |
| Verre Horizons                                              | Verre Horizons                                              | Far Horizons                                                | Far Horizons | Bundel kortverhalen              |
| De Beleggingsadviseur                                       | 2000                                                        | Investment Counselour                                       | 1999         |                                  |
| First Meetings in the Enderverse                            | First Meetings in the Enderverse                            | First Meetings in the Enderverse                            | 2002/2003    | Bundel kortverhalen              |
|                                                             |                                                             | Ender's Game                                                | 1977         |                                  |
|                                                             |                                                             | Investment Counselor                                        | 1999         |                                  |
|                                                             |                                                             | The Polish Boy                                              | 2002         |                                  |
|                                                             |                                                             | Teacher's Pest                                              | 2003         |                                  |
| InterGalactic Medicine Show (IGMS)                          | InterGalactic Medicine Show (IGMS)                          | InterGalactic Medicine Show (IGMS)                          |              | Online magazine                  |
|                                                             |                                                             | Mazer in Prison                                             | 2005         |                                  |
|                                                             |                                                             | Pretty Boy                                                  | 2006         |                                  |
|                                                             |                                                             | Cheater                                                     | 2006         |                                  |
|                                                             |                                                             | Ender's Stocking                                            | 2007         | geïntegreerd in A War of Gifts   |
|                                                             |                                                             | A Young Man with Prospects                                  | 2007         | geïntegreerd in Ender in Exile   |
|                                                             |                                                             | The Gold Bug                                                | 2007         | geïntegreerd in Ender in Exile   |
|                                                             |                                                             | Ender's Homecoming                                          | 2008         | geïntegreerd in Ender in Exile   |
|                                                             |                                                             | Ender in Flight                                             | 2008         | geïntegreerd in Ender in Exile   |
| Orson Scott Card's InterGalactic Medicine Show (OSC's IGMS) | Orson Scott Card's InterGalactic Medicine Show (OSC's IGMS) | Orson Scott Card's InterGalactic Medicine Show (OSC's IGMS) | 2008         | Bundel kortverhalen              |
|                                                             |                                                             | Mazer in Prison                                             | 2005         |                                  |
|                                                             |                                                             | Pretty Boy                                                  | 2006         |                                  |
|                                                             |                                                             | Cheater                                                     | 2006         |                                  |
|                                                             |                                                             | A Young Man with Prospects                                  | 2007         |                                  |
|                                                             |                                                             | Ender's Homecoming                                          | 2008         |                                  |

### Comics
Marvel Comics heeft sinds 2008 verschillende comics uitgebracht onder de reeks Actual Ender's Game, gebaseerd op de gelijknamige romans, hoewel sommige verhalen volledig nieuw materiaal bevatten en dus eerder niet in boekvorm werden uitgebracht.
| Originele titel                | Publicatie | Aantal issues |
| ------------------------------ | ---------- | ------------- |
| Gold Bug                       | 2007       | 1             |
| Ender's Game: Battle School    | 2009       | 5             |
| Ender's Shadow: Battle School  | 2009       | 5             |
| Ender's Game: Command School   | 2010       | 5             |
| Ender's Shadow: Command School | 2010       | 5             |
| Recruiting Valentine           | 2010       | 1             |
| War of Gifts                   | 2010       | 1             |
| Mazer in Prison                | 2010       | 1             |
| The League War                 | 2010       | 1             |
| Ender in Exile                 | 2011       | 5             |
| Speaker for the Dead           | 2011       | 5             |
| Formic Wars: Burning Earth     | 2011       | 7             |
| Formic Wars: Silent Strike     | 2012       | 5             |

### Hoorspel
Ender Alive: The Full Cast Audioplay, is een hoorspel geschreven door Orson Scott Card, gebaseerd op de roman Ender's Game. Met meer dan zeven uur materiaal, zinspeelt deze hervertelling van Ender op verhaallijnen van enkele (meestal niet vertaalde) kortverhalen (Teacher's Pest, De Polish Boy, The Gold Bug) en romans (Ender's Shadow, Shadow of the Hegemon, Shadow of the Giant, Shadows in Flight , Earth Unaware, en Speaker for the Dead), en geeft nieuwe inzichten over het begin van de connectie tussen Ender en de zwermkoningin.
Ender Alive is geregisseerd door Gabrielle de Cuir, geproduceerd door Stefan Rudnicki bij Skyboat Media, gepubliceerd door Audible.com, en uitgevoerd door een cast van meer dan 30 stemacteurs die meer dan 100 rollen spelen.

### Film
Summit Entertainment verwierf op 28 april 2011 de rechten voor de verfilming van het boek en de film was te zien in de zalen op 6 november 2013 in België en op 23 januari 2014 in Nederland.

## Chronologie
| Lijst van de publicaties in chronologische volgorde.                              | Lijst van de publicaties in chronologische volgorde. | Lijst van de publicaties in chronologische volgorde. | Lijst van de publicaties in chronologische volgorde. | Lijst van de publicaties in chronologische volgorde. | Lijst van de publicaties in chronologische volgorde. | Lijst van de publicaties in chronologische volgorde. | Lijst van de publicaties in chronologische volgorde. | Lijst van de publicaties in chronologische volgorde. |
| Info                                                                              | Kortverhalen                                         | Kortverhalen                                         | Boeken                                               | Boeken                                               | Comics                                               | Comics                                               | Hoorspel                                             | Film                                                 |
| --------------------------------------------------------------------------------- | ---------------------------------------------------- | ---------------------------------------------------- | ---------------------------------------------------- | ---------------------------------------------------- | ---------------------------------------------------- | ---------------------------------------------------- | ---------------------------------------------------- | ---------------------------------------------------- |
| Eerste Formiciden Oorlog Trilogie                                                 |                                                      | 1                                                    | Earth Unaware                                        | I                                                    | Burning Earth                                        |                                                      |                                                      |                                                      |
| 2                                                                                 | Earth Afire                                          |                                                      |                                                      | I                                                    | Burning Earth                                        |                                                      |                                                      |                                                      |
| II                                                                                | Silent Strike                                        |                                                      |                                                      |                                                      |                                                      |                                                      |                                                      |                                                      |
| 3                                                                                 | Earth Awakens                                        |                                                      |                                                      |                                                      |                                                      |                                                      |                                                      |                                                      |
| Tweede Formiciden Oorlog Trilogie                                                 |                                                      | 4                                                    | The Swarm                                            |                                                      |                                                      |                                                      |                                                      |                                                      |
| 5                                                                                 | The Hive                                             |                                                      |                                                      |                                                      |                                                      |                                                      |                                                      |                                                      |
| (6)                                                                               | The Queens                                           |                                                      |                                                      |                                                      |                                                      |                                                      |                                                      |                                                      |
| periode tussen de 2de Formiciden Oorlog en de 3de Formiciden Oorlog               | i                                                    | Mazer in Prison                                      |                                                      | III                                                  | Mazer in Prison                                      |                                                      |                                                      |                                                      |
| ii                                                                                | The Polish Boy                                       |                                                      |                                                      |                                                      |                                                      |                                                      |                                                      |                                                      |
| iii                                                                               | Teacher's Pest                                       |                                                      |                                                      |                                                      |                                                      |                                                      |                                                      |                                                      |
| iv                                                                                | Cheater                                              |                                                      |                                                      |                                                      |                                                      |                                                      |                                                      |                                                      |
| v                                                                                 | Pretty Boy                                           |                                                      |                                                      |                                                      |                                                      |                                                      |                                                      |                                                      |
| Derde Formiciden Oorlog deze verhalen spelen zich af in ongeveer dezelfde periode | vi                                                   | Ender's Game                                         | 7                                                    | Ender wint                                           | IV                                                   | [EG] Battle School                                   | Ender's Game Alive                                   | Ender's Game                                         |
| V                                                                                 | [EG] Command School                                  |                                                      |                                                      |                                                      |                                                      |                                                      |                                                      |                                                      |
|                                                                                   | 8                                                    | Enders Schaduw                                       | VI                                                   | [ES] Battle School                                   |                                                      |                                                      |                                                      |                                                      |
| VII                                                                               | 8                                                    | Enders Schaduw                                       | [ES] Command School                                  |                                                      |                                                      |                                                      |                                                      |                                                      |
| vii                                                                               | Ender's Stocking                                     | 9                                                    | A War of Gifts                                       | VIII                                                 | War of Gifts                                         |                                                      |                                                      |                                                      |
|                                                                                   |                                                      | IX                                                   | Recruiting Valentine                                 |                                                      |                                                      |                                                      |                                                      |                                                      |
| X                                                                                 | The League War                                       |                                                      |                                                      |                                                      |                                                      |                                                      |                                                      |                                                      |
| Fleet School                                                                      |                                                      | 10                                                   | Children of the Fleet                                |                                                      |                                                      |                                                      |                                                      |                                                      |
| (-)                                                                               | (to be confirmed)                                    |                                                      |                                                      |                                                      |                                                      |                                                      |                                                      |                                                      |
| (-)                                                                               | (to be confirmed)                                    |                                                      |                                                      |                                                      |                                                      |                                                      |                                                      |                                                      |
| Schaduw Trilogie                                                                  |                                                      | 11                                                   | Shadow of the Hegemon                                |                                                      |                                                      |                                                      |                                                      |                                                      |
| 12                                                                                | Shadow Puppets                                       |                                                      |                                                      |                                                      |                                                      |                                                      |                                                      |                                                      |
| 13                                                                                | Shadow of the Giant                                  |                                                      |                                                      |                                                      |                                                      |                                                      |                                                      |                                                      |
| eerste deel speelt zich af in ongeveer dezelfde periode als de Schaduw Trilogie   | viii                                                 | Ender's Homecoming                                   | 14                                                   | Ender in Exile                                       | XI                                                   | Ender in Exile                                       |                                                      |                                                      |
| ix                                                                                | A Young Man with Prospects                           |                                                      |                                                      |                                                      |                                                      |                                                      |                                                      |                                                      |
| x                                                                                 | Ender in Flight                                      |                                                      |                                                      |                                                      |                                                      |                                                      |                                                      |                                                      |
| xi                                                                                | The Gold Bug                                         | XII                                                  | Gold Bug                                             |                                                      |                                                      |                                                      |                                                      |                                                      |
| deze verhalen spelen zich af in ongeveer dezelfde periode                         |                                                      |                                                      |                                                      |                                                      |                                                      |                                                      |                                                      |                                                      |
| xii                                                                               | De Beleggingsadviseur                                |                                                      |                                                      |                                                      |                                                      |                                                      |                                                      |                                                      |
|                                                                                   | 15                                                   | Shadows in Flight                                    |                                                      |                                                      |                                                      |                                                      |                                                      |                                                      |
| Spreker Trilogie                                                                  |                                                      | 16                                                   | Spreker voor de Doden                                | XIII                                                 | Speaker for the Dead                                 |                                                      |                                                      |                                                      |
| xiii                                                                              | Gloriously Bright                                    | 17                                                   | Xenocide                                             |                                                      |                                                      |                                                      |                                                      |                                                      |
|                                                                                   | 18                                                   | Kinderen van de Geest                                |                                                      |                                                      |                                                      |                                                      |                                                      |                                                      |
| sluitstuk                                                                         |                                                      | (19)                                                 | Shadows Alive                                        |                                                      |                                                      |                                                      |                                                      |                                                      |